# Міл
Про кутові одиниці див. Тисячна.
Міл (англ. mil, скорочення від mille — «тисячна частка») — одиниця вимірювання відстані в англійській системі мір, що дорівнює 1/1000 дюйма. Використовується в електроніці, а також для вимірювання діаметра тонкого дроту або товщини тонких листів.
1 міл = 1/1000 дюйма = 0,0254 мм = 25,4 мкм.